# Acanthomigdolus quadricollis
Acanthomigdolus quadricollis — вид жуків-весперідів з підродини Anoplodermatinae. Поширений в Чилі та центральній Аргентині (Буенос-Айрес).